# Olga de Blanck
Olga de Blanck (Havana, 11 mei 1916 - Havana 28 juli 1998) was een Cubaanse componist, pianist, gitarist en arrangeur.
Olga de Blanck y Martín was een dochter van Hubert de Blanck en Pilar Martín. Ze gaf vele piano- en gitaarconcerten met populaire Cubaanse muziek. In 1938 reisde ze naar de Verenigde Staten en Mexico om daar muziek te studeren. In Havanna trad ze op in de musicals Vivimos hoy, Hotel tropical en Cuento de Navidad. In 1945 werd ze benoemd tot onderdirecteur van het door haar vader opgerichte Conservatorio Nacional de Música y Declamación en in 1955 werd ze directeur.
Drie van haar vele composities hebben de nationale prijs gewonnen in de Cubaanse liederenwedstrijd: Mi guitarra guajira, Homenaje a la danza en Pentasílabo. Meer recent heeft ze arrangementen voor piano, gitaar en zangstem gemaakt. Ze werkte voor de Nationale Raad voor Cultuur en was een specialist op het gebied van muziek voor kinderen.